# 남백우
남백우(南百祐, 1886년 11월 ~ ?)는 일제강점기의 기업인으로 조선총독부 중추원 참의도 지냈다.

## 생애
함경남도 원산 출신으로 원산의 유명한 부호였다. 원산일어학교를 거쳐 1912년에 보성전문학교 법과를 졸업했다. 학교 졸업 후 중국의 베이징과 난징 등을 여행하다가 1916년에 귀국하여 고향 원산에서 기업가로 일했다.
1921년부터 원산무역주식회사와 북선창고주식회사 지배인에 취임하여 근무했으며, 원산무역주식회사 이사, 주식회사 흥업사 감사역, 주식회사 원산관 감사역 등을 지냈다. 원산의 지주이자 영향력 있는 지역 유지로도 활동했다. 원산청년회와 원산시영회, 원산시민협회와 같은 단체들을 발기했다.
상공회의소 부회두를 시작으로 원산부회 의원과 함경남도 도회의원을 지내는 등 공직자로 일하다가 일제 강점기 말기에 중추원 참의로 발탁되었다. 1941년에 발족한 조선임전보국단에는 평의원으로 가담했다.
판소리 명창 박록주의 첫 남편으로도 유명하다. 박록주는 1920년 경 원산의 명창대회에 나갔다가 20년 이상 연상인 남백우와 만나 그의 소실이 되었다.
2002년 발표된 친일파 708인 명단과 2008년 공개된 민족문제연구소의 친일인명사전 수록예정자 명단 중 중추원 부문에 모두 포함되었다. 2009년 친일반민족행위진상규명위원회가 발표한 친일반민족행위 705인 명단에도 포함되었다.

## 같이 보기
- 조선총독부 중추원
- 조선임전보국단
- 박록주
- 대동청년단

## 참고자료
- 남백우(南百祐) - 국사편찬위원회